# جبل بواط
جبل بواط هو أحد جبال جهينة، يقع بالقرب من ينبع. وطئته اقدام رسول الله ﷺ ، وسمي نسبة لجبل جهينة بواط غزوة شهيرة هي أول غزوة غزاها رسول الله في الإسلام، وكانت غزوة بواط في السنة الثانية للهجرة 2 هجري، وكان سببها اعتراض رسول الله والمسلمون قافلة لقريش قادمة من الشام، حيث كانت بواط على ممر القوافل في الجاهلية المتجهة للشام.

## ما ذكره المؤرخون والجغرافيون
- ياقوت الحموي: بواط، بفتح أوله، والأول أشهر، وقالوا: هو جبل من جبال جهينة بناحية رضوى، غزاه النبي، ﷺ ، في شهر ربيع الأول في السنة الثانية من الهجرة يريد قريشا، ورجع ولم يلق كيدا، قال بعضهم: لمن الدار أقفرت ببواط.[1]